# Osservatorio di Saji
| 8738 Saji              | 5 gennaio 1997    |
| 14543 Sajigawasuiseki  | 28 settembre 1997 |
| 16730 Nijisseiki       | 17 aprile 1996    |
| 16731 Mitsumata        | 17 aprile 1996    |
| (17672) 1996 XS25      | 11 dicembre 1996  |
| 17673 Houkidaisen      | 15 dicembre 1996  |
| 17748 Uedashoji        | 1º febbraio 1998  |
| 31151 Sajichugaku      | 29 ottobre 1997   |
| 35370 Daisakyu         | 29 ottobre 1997   |
| 36036 Bonucci          | 8 agosto 1999     |
| 69421 Keizosaji        | 22 dicembre 1995  |
| 73862 Mochigasechugaku | 15 dicembre 1996  |
| 73955 Asaka            | 22 ottobre 1997   |
| 75058 Hanau            | 6 novembre 1999   |
| 77560 Furusato         | 17 maggio 2001    |
| 85422 Maedanaoe        | 13 dicembre 1996  |
| 88071 Taniguchijiro    | 4 novembre 2000   |
| 90875 Hoshitori        | 3 novembre 1996   |
| 100691 Hasetoshitsuka  | 25 dicembre 1997  |
| 102621 Goshinosato     | 13 novembre 1999  |
| (165167) 2000 QY109    | 28 agosto 2000    |

L'osservatorio di Saji è un osservatorio astronomico giapponese situato per l'appunto a Saji, vicino Tottori nell'omonima prefettura, alle coordinate 35°20′20″N 134°07′20″E. Il suo codice MPC è "867 Saji Observatory".
È stato realizzato dalla comunità di Saji nel 1994 che si è anche data una politica locale mirata a ridurre l'inquinamento luminoso per favorire l'osservabilità del cielo notturno. L'osservatorio è dotato di un telescopio riflettore con lunghezza focale di 1030mm.
Il Minor Planet Center gli accredita la scoperta di ventidue asteroidi, effettuate tra il 1995 e il 2001.
Gli è stato dedicato l'asteroide 8738 Saji.